# Le Reclus du manoir McPicsou
Le Reclus du manoir McPicsou, de son titre original Le Canard le plus riche du monde, est une histoire en bande dessinée de Keno Don Rosa. Elle est le douzième et dernier épisode de la Jeunesse de Picsou. Elle met en scène Picsou, Donald et leurs neveux Riri, Fifi et Loulou, ainsi que les Rapetou et leur grand-père Gracié Rapetou.

## Synopsis
Le soir de Noël 1947, après le fameux Noël sur le mont Ours, Donald et ses neveux sont mystérieusement invités par leur oncle Picsou, multi-milliardaire reclus dans son manoir qui a fermé toutes ses entreprises dix ans auparavant. Mis au défi par son neveu, le vieillard leur montre une partie de sa fortune, mais cette fortune est lorgnée par les Rapetou. Après une course-poursuite, Picsou retrouve son argent. Revenu au coffre, Balthazar se plaint sur son sort. Il dit : « Je suis un fossile d'une époque révolue... », « Ma vie est derrière moi. Tout ce qui me reste, c'est l'ennui d'un manoir sinistre... ». Riri, Fifi et Loulou le remettent d'aplomb.

## Fiche technique
- Histoire n°D 93488.
- Éditeur : Egmont[1].
- Titre de la première publication : Joakim von And - Her er dit liv (danois); Skrue Mc Duck's liv og levnet (norvégien).
- Titre en anglais : The Richest Duck in the World.
- Titre en français : Le Canard le plus riche du monde ou L'Homme le plus riche du monde.
- 16 ou 19 planches selon l'édition.
- Auteur et dessinateur : Keno Don Rosa.
- Premières publications : Anders And & Co no 22/1994, Danemark, 31 mai 1994; et Donald Duck & Co no 22/1994, Norvège, 1994.
- Première publication aux États-Unis: Uncle Scrooge no 296, [décembre 1995 ou décembre 1996]?.
- Première publication en France : Picsou Magazine no 289, février 1996.

La version de 19 planches est obtenue par l'ajout de l'équivalent de trois pages en plusieurs endroits de l'histoire pour développer et fluidifier l'intrigue. Quelques-unes de ces cases supplémentaires montrent Donald et ses neveux dans un couloir du manoir. Sur les murs, des trophées de Picsou, dont le prix Will Eisner 1995 de la Meilleure histoire publiée sous forme de feuilleton (Best Serialized Story). Ces ajouts apparaissent dans l'édition intégrale publiée aux États-Unis en 2005.